# Бескроновка
Бескроновка (укр. Безкронівка) — село, Анновский сельский совет, Верхнеднепровский район, Днепропетровская область, Украина.
Код КОАТУУ — 1221081002. Население по данным 1989 года составляло 10 человек.
Село ликвидировано в 1997 году.
Находилось на расстоянии в 1,5 км от села Заполички.